# Bledius faecorum
Bledius faecorum är en skalbaggsart som beskrevs av Samuel Hubbard Scudder 1900. Bledius faecorum ingår i släktet Bledius och familjen kortvingar. Inga underarter finns listade i Catalogue of Life.